# Boehringer Ingelheim

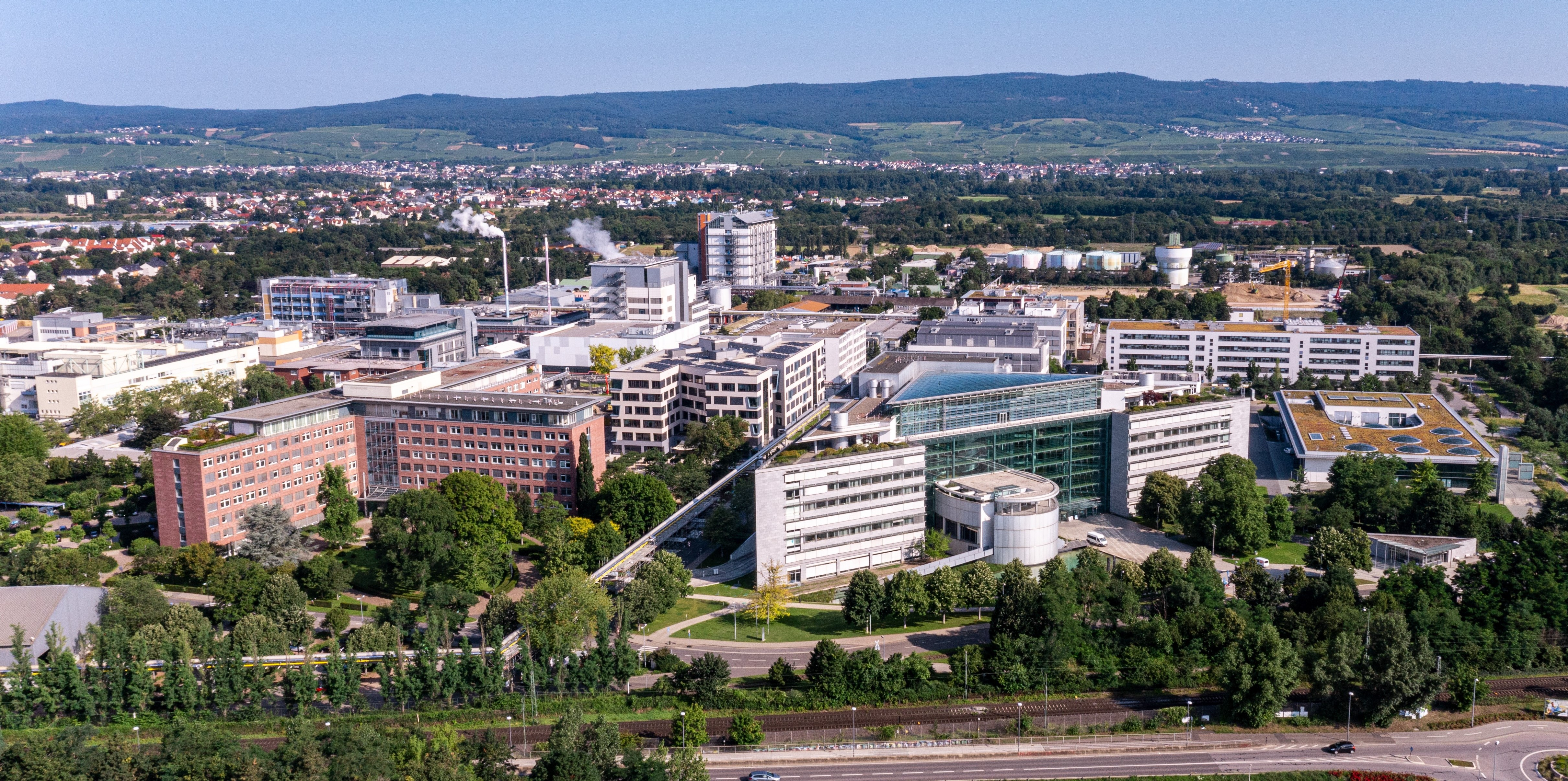
Stammsitz von Boehringer Ingelheim in Ingelheim

Boehringer Ingelheim ist ein Pharmaunternehmen, das 1885 von Albert Boehringer in Ingelheim am Rhein gegründet wurde. Es ist, gemessen am Umsatz, das größte Pharmaunternehmen in Deutschland. Das Kerngeschäft von Boehringer Ingelheim ist das Erforschen, Entwickeln, Herstellen und Vertreiben von Arzneimitteln für Mensch und Tier.
Das Familienunternehmen erzielte im Jahr 2024 einen Umsatz von 26,8 Milliarden Euro. Die Ausgaben für Forschung und Entwicklung beliefen sich auf 6,2 Milliarden Euro.

## Eigentümerverhältnisse und Struktur
Das Unternehmen befindet sich ausschließlich in Familienbesitz. Die Gesellschafterfamilie wird in der Unternehmensleitung seit 2009 vertreten durch Hubertus von Baumbach, einen Urenkel des Firmengründers Albert Boehringer. Von 2016 bis 2025 war von Baumbach Vorsitzender der Unternehmensleitung. Sein Nachfolger wurde der familienfremde Shashank Deshpande. Vorsitzender des Gesellschafterausschusses war von 2007 bis 2025 Christian Boehringer, ebenfalls ein Urenkel von Albert Boehringer. Er übergab den Vorsitz zum 1. Juli 2025 an Hubertus von Baumbach.
Juristische Konzernmutter ist die C. H. Boehringer Sohn AG & Co KG. Das weltweite operative Geschäft wird von deren Tochter Boehringer Ingelheim GmbH geleitet. Die meisten landesweiten Geschäfte werden in Deutschland von der Boehringer Ingelheim Pharma GmbH & Co. KG und in Österreich von der Boehringer Ingelheim RCV GesmbH & Co KG geführt.
Boehringer Ingelheim gehört zu den 20 umsatzstärksten Pharmaunternehmen der Welt (2023 Platz 14). In Deutschland liegt das Familienunternehmen mit 19,7 Milliarden Euro Umsatz im Geschäft mit Medikamenten an der Spitze, nachdem es 2023 den DAX-Konzern Bayer übertroffen hat.

## Geschichte

### Vorläufer und Verhältnis zur namensgleichen Firma in Mannheim
Christian Gotthold Engelmann und Christian Friedrich Boehringer eröffneten 1817 die „Drogen- und Materialwarenhandlung Engelmann & Boehringer“ in Stuttgart, die 1859 nach dem Ausscheiden der Erben Engelmanns zur chemischen Fabrik C. F. Boehringer & Söhne wurde. 1871 übernahm sein Sohn Christoph Heinrich Boehringer das Unternehmen und verlegte danach den Sitz nach Mannheim.
1882 ging das Unternehmen auf dessen Sohn Ernst Boehringer über, der 1892 verstarb. Alleiniger Eigentümer war nunmehr die Familie von Friedrich Engelhorn. Aus dieser Firma ging das Unternehmen Boehringer Mannheim hervor.

### Gründung und erste Produkte

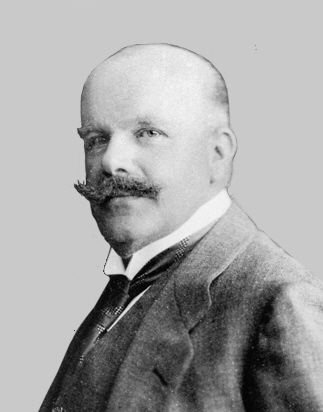
Albert Boehringer, der Gründer von Boehringer Ingelheim (ca. 1905)

Ein weiterer Sohn von C. H. Boehringer, Albert Boehringer, gründete 1885 eine chemische Fabrik in Nieder-Ingelheim am Rhein, die er 1893 in C. H. Boehringer Sohn umbenannte.
Für ca. 70 Jahre gab es damit zwei Unternehmen mit dem Namen Boehringer.
Zur besseren Unterscheidbarkeit benannten sich die Unternehmen Anfang der 1960er Jahre in Boehringer Mannheim und Boehringer Ingelheim um.

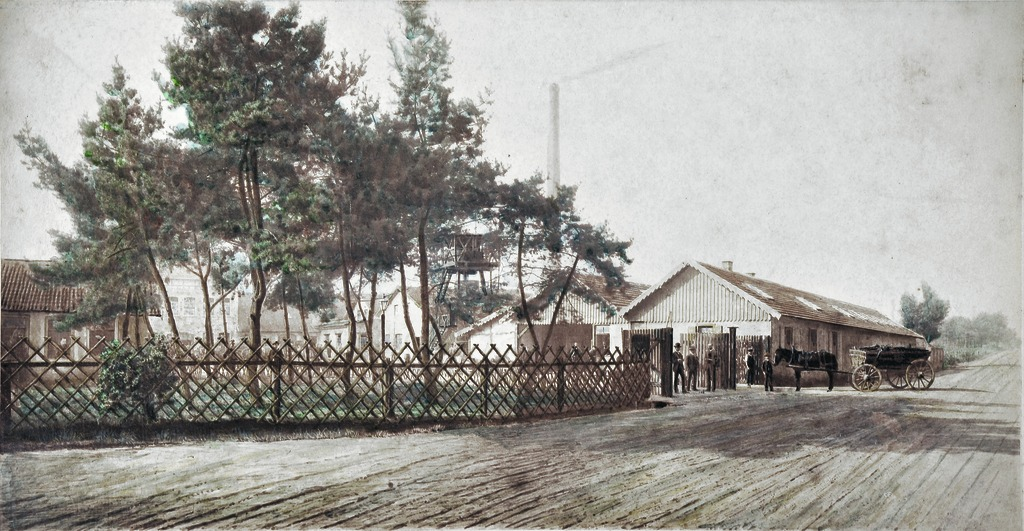
Werkseingang von Boehringer Ingelheim um 1890

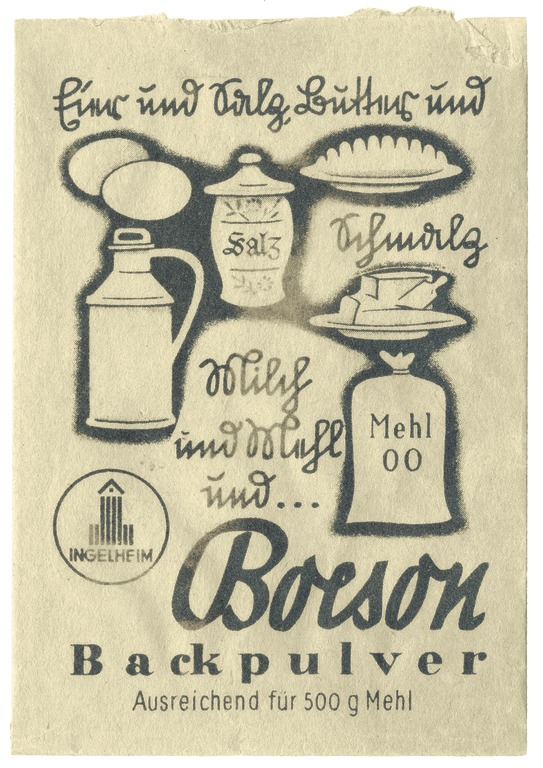
Werbeplakat von 1895 für Boeson, ein Backpulver auf Milchsäurebasis, das erste patentierte Produkt von Boehringer Ingelheim

1895 machte man bei Boehringer Ingelheim die Entdeckung, dass Milchsäure mit Hilfe von Bakterien in großen Mengen hergestellt werden kann, damit begann die biotechnische Produktion. Die Milchsäure wurde zunächst hauptsächlich (mit Natriumhydrogencarbonat) als Backpulver verkauft. 1911 wurde in Mainz die Tochtergesellschaft Chabeso GmbH gegründet, die die Limonadenmarke Chabeso auf der Basis von Milchsäure auf den Markt brachte.
Mit dem auf Opium basierenden Schmerzmittel Laudanon kam 1915 das erste pharmazeutische Produkt von Boehringer Ingelheim auf den Markt.
Bereits 1917 erfolgte die Gründung der wissenschaftlichen Abteilung, deren Aufsicht zunächst dem Chemiker und späteren Nobelpreisträger Heinrich Wieland übertragen wurde. In der Folge wurde die Produktion von Gallensäure aufgenommen, dem Spezialgebiet Heinrich Wielands.

### Expansion
Ab 1924 produzierte ein Zweigwerk in Hamburg-Moorfleet Grundstoffe für Arzneimittel, darunter Koffein, Morphin und Codein. Im Jahr 1928 wurde die Dr. Karl Thomä & Cie. in Winnenden bei Stuttgart übernommen, aus der 1943 der Standort Biberach an der Riß entstand. Nach dem Tod des Firmenpatriachen 1939 übernahmen seine Söhne Albert („der Zweite“; 1890–1960) und Ernst Boehringer sowie sein Schwiegersohn Julius Liebrecht die Leitung der Firma. An den Standorten von Boehringer Ingelheim werden vor allem von 1943 bis 1945 auch rund 1.500 Zwangsarbeiterinnen und Zwangsarbeiter aus 12 Nationen eingesetzt.
1948 wurde in Wien mit der Bender & Co. GmbH die erste Auslandsgesellschaft gegründet. Aus dem 1955 von Pfizer übernommenen Veterinärprogramm wurde 1978 die Boehringer Ingelheim Vetmedica GmbH. 1962 bis 1966 war der spätere Bundespräsident Richard von Weizsäcker Mitglied der Geschäftsführung.
Im Jahr 1986 nahm in Biberach das Biotechnikum den Betrieb auf. In der Folge entstand die bis heute größte Produktionsanlage für Biopharmazeutika aus Zellkulturen in Europa.

### Weitere Entwicklung
1993 wurden die beiden Standorte Biberach und Ingelheim unter einer einheitlichen Geschäftsführung zusammengefasst; die Forschung wurde in Biberach konzentriert, die Produktion – mit Ausnahme der biopharmazeutischen Produktion – in Ingelheim.
1995 wurde Bioscientia, ein Labordiagnostikdienstleister, durch einen Management-Buy-out aus Boehringer Ingelheim herausgelöst.
2004 wurde das Mikrotechnologie-Unternehmen microParts in Dortmund übernommen, das für das Unternehmen den Respimat entwickelte und produziert.
Wichtige Neueinführungen der letzten Jahre waren Spiriva für chronisch obstruktive Atemwegserkrankung (COPD) und Pradaxa zur Vorbeugung der Bildung von Blutgerinnseln.
Im Juli 2015 verkaufte Boehringer Ingelheim die US-Generikasparte Roxane mit rund 1300 Mitarbeitern für 2,65 Mrd. US-$ an den britischen Konkurrenten Hikma Pharmaceuticals. Von dem Kaufpreis erhielt Boehringer 1,18 Mrd. US-$ in bar und den Rest in 40 Millionen Hikma-Aktien. Boehringer Ingelheim ist dadurch mit 16,71 % Anteilseigner an Hikma.
Zum Jahresbeginn 2017 wurde die Sparte für freiverkäufliche Humanpharmazeutika im Zuge eines Tauschgeschäftes an den Pharmakonzern Sanofi abgegeben und dafür die Tiergesundheitssparte von Sanofi (Merial) in Boehringer Ingelheim integriert. Der sog. Spartentausch schloss auch eine Zahlung von 4,7 Milliarden Euro an Sanofi ein. Zu den an Sanofi verkauften bekannten Marken gehörten unter anderem Thomapyrin, Mucosolvan, Silomat und Antistax.
Im April 2017 beschloss Boehringer Ingelheim die bisher größte Einzelinvestition der Unternehmensgeschichte: In Wien wird bis 2021 eine Biotech-Produktionsanlage für 700 Millionen Euro errichtet, wo Arzneimittelwirkstoffe auf der Basis genveränderter Zellen produziert werden sollen.
Am 10. Dezember 2020 wurde bekanntgegeben, dass das Basler Biotechunternehmen NBE-Therapeutics für 1,18 Milliarden Euro übernommen wird.

## Standorte
Das Unternehmen beschäftigte 2020 weltweit knapp 52.000 Mitarbeiter, davon waren mehr als 16.000 in Deutschland tätig. Das Unternehmen unterhält weitere Produktionsstätten unter anderem in Italien, Spanien, Mexiko, Brasilien und den Vereinigten Staaten.
Die Forschung und Entwicklung für Humanpharmazeutika findet aktuell weltweit in 13 Ländern mit Hauptstandorten in Biberach an der Riß, Ridgefield (Connecticut)/USA, Duluth (Georgia)/USA, St. Joseph (Missouri)/USA, Wien/Österreich sowie Lyon/Frankreich und Kōbe/Japan statt.
Zwischen 2005 und 2014 hat Boehringer Ingelheim 1.414 Studien mit 115 Substanzen in 95 Ländern aller Regionen der Welt durchgeführt oder finanziert. Weltweit beschäftigt Boehringer Ingelheim mehr als 9.500 Mitarbeiter in Forschung und Entwicklung. Die Arzneimittelforschung konzentriert sich weltweit auf vier Forschungsgebiete: Immunologie und Atemwegserkrankungen, Kardio-metabolische Erkrankungen, Onkologie und Erkrankungen des zentralen Nervensystems.
Seit der Akquisition von großen Teilen des Tiergesundheitsgeschäfts von Pfizer (insbesondere das ehemalige Wyeth-Markengeschäft „Fort Dodge“) im Oktober 2009 verfügt Boehringer Ingelheim über Forschungs- und Entwicklungseinrichtungen für Tiergesundheit in Fort Dodge im US-Bundesstaat Iowa.
45 Prozent des Umsatzes erzielte das Unternehmen im Jahr 2020 in Nord- und Südamerika, 30 Prozent des Umsatzes entfallen auf die Region Europa und 25 Prozent auf die Region Asien/Australien/Afrika.
Ingelheim am Rhein
Stammsitz und Zentrale des Unternehmensverbandes befinden sich in Ingelheim am Rhein. Hier werden Arzneimittel und Wirkstoffe für den gesamten, weltweiten Unternehmensverband produziert. Am Standort sind insgesamt 8.605 Mitarbeiter beschäftigt (Durchschnitt 2018).
Neben der Pharma-Fertigung findet hier die Produktion von Pharma-Wirkstoffen für den weltweiten Unternehmensverband statt.
Biberach an der Riß
In Biberach waren 2020 durchschnittlich knapp 6.600 Mitarbeiter angestellt. Hier finden Forschung und Entwicklung für konventionelle chemische Wirkstoffe sowie für Arzneimittel auf biotechnischer Basis statt sowie die Produktion von Biopharmazeutika.
Dortmund
Knapp 700 Mitarbeiter von Boehringer Ingelheim microParts in Dortmund beschäftigen sich hauptsächlich mit der Herstellung des Respimat Soft Inhalers, der im Respimat-Betrieb in Ingelheim befüllt und verpackt wird.
Wien
Der Standort Wien fungiert als regionales Vertriebszentrum für Mittel- und Osteuropa (Humanpharma und Tiergesundheit) sowie als regionales Zentrum für klinische Studien in Mittel- und Osteuropa. Daher lautet die Bezeichnung der Landesgesellschaft RCV (Regional Center Vienna). Außerdem befinden sich hier ein wichtiger Standort der unternehmensweiten onkologischen Forschung sowie eine Produktionsanlage für die biopharmazeutische Herstellung (Fermentation von Bakterien und Hefen).
Zudem befindet sich in Wien das von Boehringer Ingelheim getragene unabhängige Forschungsinstitut für Molekulare Pathologie (IMP).
Hannover (ehemaliger Standort)
Das Unternehmen investierte in Hannover-Kirchrode rund 61 Millionen Euro in das Boehringer Ingelheim Veterinary Research Center (BIVRC), ein Europäisches Forschungszentrum für Tierimpfstoffe, das wegen seiner Lage in einem Wohngebiet umstritten war. Der Stadtrat von Hannover genehmigte am 17. September 2009 den Bebauungsplan für dieses Forschungszentrum; das Oberverwaltungsgericht Lüneburg stellte am 12. Januar 2011 in seinem Urteil fest, dass der Bebauungsplan für das BIVRC, das in die Biologische Schutzstufe 3 eingeordnet wird, rechtmäßig ist. Das Forschungszentrum wurde am 27. September 2012 eröffnet.
Im Juni 2020 hatte das Unternehmen angekündigt, die Aktivitäten zu Tierimpfstoffen in Lyon bündeln zu wollen und deshalb den Standort Hannover zum Ende des Jahres 2020 zu schließen. Zuletzt wurden hier 129 Personen beschäftigt. Im Dezember 2020 wurde bekannt, dass die Tierärztliche Hochschule Hannover das Forschungszentrum übernehmen wird.
Hamburg (ehemaliger Standort)
Der Standort an der  Andreas-Meyer-Straße 31–35 in Hamburg-Moorfleet wurde 1923 in Betrieb genommen, zunächst wurden Medikamente produziert. Ab Ende 1950 wurden am Standort in Hamburg-Moorfleet das Schädlingsbekämpfungsmittel Lindan hergestellt. Probleme bei der Erfüllung behördlicher Auflagen zur Entsorgung von Tetrachlordibenzodioxin führten dann zur Schließung des Standortes im Juni 1984. Im Durchschnitt waren 300–350 Personen gleichzeitig beschäftigt.

## Produktportfolio
Die Geschäftsgebiete umfassen Humanpharmazeutika mit den Segmenten verschreibungspflichtige Arzneimittel und Industriekundengeschäft (Biopharmazeutika, Pharmazeutische Produktion, Pharmachemikalien) und Präparate für die Tiergesundheit. Bis 2016 gehörten zum Produktportfolio auch freiverkäufliche Humanpharmazeutika, darunter bekannte Markennamen wie Thomapyrin (Kopfschmerztabletten), Mucosolvan (Hustensaft) und Buscopan (Mittel gegen Bauchschmerzen). Diese wurden 2016 im Rahmen eines Tauschgeschäfts an das Pharmaunternehmen Sanofi abgegeben. Im Gegenzug erhielt Boehringer Ingelheim die Tiergesundheitssparte von Sanofi (Merial).

### Verschreibungspflichtige Medikamente
Bei den folgenden verschreibungspflichtigen Medikamenten handelt es sich um die wichtigsten Umsatzträger für das Unternehmen:
- Spiriva mit dem Wirkstoff Tiotropium zur Behandlung der COPD
- Pradaxa mit dem Wirkstoff Dabigatranetexilat, zur Prävention venöser thromboembolischer Ereignisse nach orthopädischen Operationen und zur Schlaganfallprävention bei Vorhofflimmern und zur Behandlung von tiefer Venenthrombose und Lungenembolie
- Micardis mit dem Wirkstoff Telmisartan zur Behandlung der essentiellen Hypertonie
- Combivent mit den Wirkstoffen Ipratropiumbromid und Salbutamol zur Behandlung von chronisch-obstruktiver Atemwegserkrankung
- Mirapex (USA) bzw. Sifrol (D, A, CH) mit dem Wirkstoff Pramipexol zur Behandlung von Parkinson und des Restless-Legs-Syndroms
- Ofev/Vargatef mit dem Wirkstoff Nintedanib zur Hemmung neuer Blutgefäßebildung bei der Versorgung von Tumoren.
- Jardiance mit dem Wirkstoff Empagliflozin zur Behandlung von Typ-2-Diabetes oder Herzinsuffizienz

Weitere wichtige/bekannte verschreibungspflichtige Produkte sind für das Unternehmen darüber hinaus:
- Actilyse mit dem Wirkstoff Alteplase zur Behandlung von Herzinfarkt, Lungenembolie, Schlaganfall und trombotischem Verschluss (siehe auch Thrombolyse)
- Adumbran mit dem Wirkstoff Oxazepam zur Behandlung von Angst- u. Spannungszuständen
- Aggrenox mit den Wirkstoffen Dipyridamol und Acetylsalicylsäure, zur Prävention sekundärer Schlaganfälle oder bei transitorischen ischämischen Attacken (TIA)
- Aptivus mit dem Wirkstoff Tipranavir zur Behandlung von HIV-Infizierten
- Berodual/Atrovent/Combivent mit den Wirkstoffen Ipratropiumbromid (Combivent zusätzlich mit Salbutamol) und Fenoterol (Berotec) zur Behandlung von chronisch-obstruktiven Atemwegserkrankungen und Asthma bronchiale
- Catapresan mit dem Wirkstoff Clonidin zur Behandlung von Bluthochdruck
- Flomax mit dem Wirkstoff Tamsulosin, zur Behandlung von benigner Prostatahyperplasie (BPH)
- Micardis Plus mit den Wirkstoffen Telmisartan und Hydrochlorothiazid zur Behandlung von Bluthochdruck und kardiovaskulärer Prävention
- Twynsta mit den Wirkstoffen Telmisartan und Amlodipin zur Behandlung von Bluthochdruck
- Viramune mit dem Wirkstoff Nevirapin zur Behandlung von HIV-Infektionen

Große Erwartungen setzte das Unternehmen in eine mögliche Zulassung von Flibanserin zur Behandlung von Frauen, die unter vermindertem sexuellem Verlangen leiden. Das Unternehmen veröffentlichte im November 2009 dazu Ergebnisse von zulassungsrelevanten Phase-III-Studien, die weltweit in den Medien auf sehr großes Interesse stießen. Auch in sozialen Medien diskutierten Fachleute und Laien intensiv über den neuen therapeutischen Ansatz, der fälschlicherweise mit Sildenafil (Viagra) verglichen wurde. Im Oktober 2010 gab das Unternehmen bekannt, dass die Entwicklung von Flibanserin eingestellt wurde. Hintergrund dieser Entscheidung war eine im Juli 2010 ausgesprochene Empfehlung eines Expertengremiums des US-Gesundheitsministeriums bezogen auf die Verhältnismäßigkeit von Nutzen und Risiken der Therapie.

### Tiergesundheit
Zu den wichtigsten Produkten des Unternehmens im Bereich Tiergesundheit gehören:
- Ingelvac CircoFLEX Impfstoff für Schweine gegen das Porcine Circovirus Typ 2 (PCV2)
- Metacam mit dem Wirkstoff Meloxicam wird für verschiedene Tierarten eingesetzt zur Linderung von Entzündung und Schmerzen bei akuten und chronischen Erkrankungen des Bewegungsapparates sowie zur Verminderung postoperativer Schmerzen und Entzündungen nach orthopädischen Eingriffen und Weichteiloperationen
- Vetmedin mit dem Wirkstoff Pimobendan zur Behandlung bestimmter Herzerkrankungen bei Hunden
- Semintra mit dem Wirkstoff Telmisartan für Katzen zur Reduzierung der Proteinurie bei chronischer Nierenerkrankung und zur Behandlung des systemischen Bluthochdrucks
- Prascend mit dem Wirkstoff Pergolid zur symptomatischen Behandlung des Equinen Cushing Syndroms bei Pferden

Darüber hinaus hat das Unternehmen ein Portfolio an Impfstoffen, Antiparasitika und Arzneimitteln gegen verschiedene Erkrankungen von Hunden, Katzen, Schweinen, Rindern, Pferden und Geflügel. Zum Angebot gehören außerdem Ergänzungsfuttermittel und digitale Produkte im Bereich Precision Livestock Farming.

## Öffentliche Wahrnehmung

### Positive Wahrnehmung
Das Unternehmen sowie die Eignerfamilie engagiert sich auf dem Gebiet der Geisteswissenschaften und vielfältig im Bereich unternehmerische Gesellschaftsverantwortung. So erhielt die Universität Mainz beispielsweise 2009 eine Spende über 100 Millionen Euro, um die Errichtung eines internationalen Exzellenzzentrums für Lebenswissenschaften zu fördern. Im Jahr 2013 erfolgte eine weitere Spende für das Projekt über 50 Millionen Euro.
Das Unternehmen erhielt im Jahr 2013 zum dritten Mal den seit 2009 vergebenen Corporate Health Award in der Kategorie Chemie/Pharma für Leistungen im Betrieblichen Gesundheitsmanagement (BGM).

### Negative Wahrnehmung

#### Lieferung von Grundstoffen für Agent Orange
Laut einem Artikel des Nachrichtenmagazins Der Spiegel von 1991 lieferte das Unternehmen 1967 eine Menge von 720 Tonnen Trichlorphenolatlauge an das in Neuseeland ansässige Unternehmen Dow Watkins, ein Tochterunternehmen von Dow Chemical. Die Chemikalie diente zur Herstellung des Herbizids Agent Orange, welches im Vietnamkrieg zur Waldentlaubung benutzt wurde und aufgrund seines Dioxingehalts schwere gesundheitliche Schäden verursachte. Boehringer Ingelheim räumte die Richtigkeit dieser Angaben ein Jahr nach Erscheinen des Artikels ein. Später bestritt das Unternehmen die Vorwürfe und teilte mit, dass Boehringer Ingelheim „kein Agent Orange hergestellt oder durch Vorprodukte oder Grundstoffe zu dessen Herstellung beigetragen“ habe.

#### Dioxin im Werk Moorfleet
Der Dioxinskandal um Boehringer Ingelheim hatte seinen Ursprung in Hamburg-Billbrook. Boehringer Ingelheim betrieb an der Andreas-Meyer-Straße 31–35 (⊙)an der Grenze zu Moorfleet ein Herbizidwerk, dessen Dioxinausstoß viele Arbeiter erkranken ließ. Im Jahr 1984 musste die Fabrik geschlossen werden. Laut einem Bericht für das BMAS von 2011 gab es „eine erhebliche Belastung der Beschäftigten gegenüber Ausgangssubstanzen, Zwischen- und Endprodukten von Herbiziden und Insektiziden, die von 1952 bis 1984 dort hergestellt wurden“. Das Gelände wurde bis in die 1990er Jahre hinein saniert, was jedoch zu keiner nennenswerten Entlastung des Bodens führte, so dass seit 1994 der Bereich weiträumig durch metertiefe Spundwände von der Umgegend abgetrennt wurde.
Statistische Untersuchungen haben für die ehemalige Belegschaft von C. H. Boehringer Sohn im Jahr 1984 stillgelegten Werk Hamburg-Moorfleet, in dem es bei der Pestizidproduktion zu Dioxinbelastungen kam, ein im Vergleich zur Allgemeinbevölkerung erhöhtes Krebsrisiko gezeigt.

#### Proteste gegen Tierversuche
Ab Ende der 1970er Jahre hatte die Anzahl an Tierversuchen großer forschender Konzerne wie Boehringer zu einer heftigen öffentlichen Debatte über Nutzen und Notwendigkeit von Tierversuchen geführt, begleitet von zahlreichen Protesten in der Bevölkerung. 2008 und 2009 demonstrierten Tierschützer gegen Tierversuche am Boehringer-Standort Biberach an der Riß. 2009 wendete sich die „Bürgerinitiative gegen Massentierversuche in Wohngebieten e. V.“ gegen das von Boehringer Ingelheim in Hannover geplante Europäische Forschungszentrum für Tierimpfstoffe. Unterstützt wurde diese durch Tierrechtsaktivisten, die das Gelände in Hannover sechs Wochen lang besetzt hielten.

#### Patentstreit für AIDS-Medikament in Indien
Im Zusammenhang der von Boehringer Ingelheim entwickelten AIDS-Medikamente wird dem Hersteller vorgeworfen, den Zugang zu diesen Medikamenten durch patentrechtliche Maßnahmen zu erschweren. So hat das Unternehmen z. B. in Indien einen Patentantrag auf den von ihnen entwickelten Wirkstoff gestellt – entsprechende Medikamente werden dort zurzeit noch zum Viertel des von Boehringer Ingelheim verlangten Preises hergestellt. In Kenia drohte die Firma Apotheken und Medikamentengroßhändlern mit rechtlichen Schritten, sollten diese weiterhin das kostengünstigere indische Präparat importieren.
Das Unternehmen verweist darauf, dass keinerlei Lizenz- oder andere Gebühren erhoben werden und der Zugang zu kostengünstigen AIDS-Medikamenten so nicht behindert wird. Dieser Sachverhalt wurde mittlerweile auch von den Initiatoren der Kampagne bestätigt. Diese soll dennoch weitergeführt werden, da Boehringer Ingelheim nicht grundsätzlich auf das geistige Eigentum an seinem Wirkstoff verzichten möchte und so in der Zukunft vielleicht doch irgendwann Gebühren erheben könnte.

#### Todesfälle bei Blutgerinnungshemmer
2011 wurde über Todesfälle in Zusammenhang mit dem Blutgerinnungshemmer Dabigatran (Pradaxa) berichtet. Zwischen März 2008 und November 2011 waren weltweit 256 Menschen in zeitlichem Zusammenhang mit der Einnahme des Medikamentes gestorben. Pradaxa sei jedoch nicht gefährlicher als andere Blutverdünner, so der Konzern. In den USA reichten daraufhin etwa 4000 Personen Schadensersatzklagen gegen Boehringer Ingelheim ein. Die US-Gesundheitsbehörde FDA, die in eigenen Studien die Frequenz schwerer Nebenwirkungen untersuchte, bescheinigte dem Mittel eine positive Wirkung und eine ähnliche Blutungsrate wie Warfarin. Auch unter dem Eindruck negativer Presseartikel schloss das Unternehmen vor Eröffnung des Verfahrens mit Klägern in den USA einen Vergleich über 470 Mio. Euro.

### Strafe wegen Kartellbildung
Im Oktober 2023 verhängte die Europäische Kommission eine Strafe von 10,4 Millionen € wegen Kartellbildung gegen Boehringer. Über 14 Jahre hatte Boehringer mit anderen Unternehmen bei dem Arzneistoff Butylscopolamin (ein Wirkstoff zur Herstellung des Arzneimittels Buscopan) Preise abgesprochen. Boehringer räumte seine Beteiligung am Kartell ein und akzeptierte die Geldstrafe.